# The Voice (Sendernetzwerk)
The Voice war ein Netzwerk von Musiksendern.

## Nachfolger
- Webcast von The Voice TV Norway

Bauer Media Group
- Ein Hörfunksender mit dem Namen The Voice in Dänemark
- Ein Online-Radiosender mit dem Namen The Voice in Schweden
- Ein Lifestyle- und Unterhaltungs-Portal Voice.fi in Finnland

A.E. Best Success Services Bulgaria EOOD
- The Voice Bulgaria

## Geschichte
2004
Im Jahre 2004 startete SBS mit The Voice den Sendebetrieb von Finnland aus mit Schwestersendern in Dänemark, Norwegen und Schweden.
2006
Im Oktober 2006 ging ein bulgarisches Programm auf Sendung. Am 14. Dezember 2006 wurde die geplante Fusion von SBS mit der deutschen ProSiebenSat.1 Media mit Hauptsitz in München bekannt.
2007
ProSiebenSat.1 hat im Sommer 2007 100 % der SBS, zu denen auch The Voice gehört, übernommen. SBS ging somit komplett innerhalb der ProSiebenSat.1 Media auf.
2008
Anfang September 2008 wurde bekannt, dass der schwedische TV-Sender The Voice am 30. September den Sendebetrieb einstellen wird.
2011
Am 10. November 2011 verkaufte ProSiebenSat.1 seine bulgarischen Sender, zu denen auch The Voice Bulgaria gehörte, an die A.E. Best Success Services Bulgaria EOOD.
2012
Seit dem 23. Januar 2012 ist The Voice TV Norway nur noch über Webcast zu empfangen, durch einen norwegischen IPTV-Dienst. Auf allen anderen Verbreitungswegen hat der neue Sender VOX, den norwegischen Fernsehsender The Voice ersetzt. Zum 1. September 2012 wurde der finnische TV-Sender The Voice durch den Sender Kutonen ersetzt.
2013/14
Am 1. Januar 2013 wurde der dänische Fernsehsender The Voice zum neuen Sender 7’eren umfirmiert, dieser stellte bereits im Oktober 2014 seinen Betrieb ein. Anfang April 2013 hat Discovery Communications die ehemaligen SBS-Sender, zu denen auch The Voice gehört, endgültig von ProSiebenSat.1 übernommen.
2015
Im April 2015 verkaufte Discovery Communications die ehemaligen SBS-Radiosender, zu denen auch The Voice in Dänemark, Finnland, Norwegen und Schweden gehört, an die Bauer Media Group. Im Oktober 2015 wurde der Radiosender The Voice in Norwegen geschlossen und durch Kiss ersetzt.
2016
Am 14. Februar 2016 wurde der Radiosender The Voice in Finnland geschlossen und auch durch Kiss ersetzt und am 29. April 2016 wurde der schwedische Radiosender The Voice durch Svensk Pop ersetzt, blieb aber als Online-Radiosender erhalten.

## Lokale Sender

### Bulgarien
The Voice TV Bulgaria (meistens einfach The Voice) ist ein bulgarischer Musiksender. Der Sender war zuvor bekannt unter dem Namen Wesselina TV (benannt nach Radio Wesselina). Nachdem die SBS Broadcasting Group Radio Wesselina 2006 aufkaufte, wurde der Name im Oktober desselben Jahres in The Voice geändert. Unter dem Namen „The Voice“ existiert in Bulgarien auch ein Radiosender. Am 10. November 2011 verkaufte ProSiebenSat.1 seine bulgarischen Sender, zu denen auch The Voice Bulgaria gehörte, an die A.E. Best Success Services Bulgaria EOOD

### Deutschland
Laut einem Interview der Welt am Sonntag mit dem damaligen Vorstandsvorsitzenden der ProSiebenSat.1 Media AG Guillaume de Posch wurde geprüft, ob auch eine deutsche Version in Frage kommt.
Während der IFA 2005 war ein Testkanal von The Voice auf einem extra dafür eingerichteten Transponder zu Demonstrationszwecken von Blucom zu sehen. Es wurde eine Endlosschleife aus vier Musikvideos gespielt, zwischen denen diverse Kurzfilme gezeigt wurden.

### Dänemark
The Voice Danmark ist ein dänischer Fernsehsender, der bis Januar 2013 täglich 24 Stunden sendete. Das Programm bestand hauptsächlich aus dänischen Musikvideos. Der Fernsehsender wurde zum neuen Sender 7’eren umfirmiert und stellte bereits im Oktober 2014 seinen Betrieb ein.
Es gibt auch weiterhin einen Hörfunksender mit dem Namen The Voice in Dänemark, der im April 2015 von Discovery Communications an die Bauer Media Group verkauft wurde.

### Finnland
The Voice ist ein finnischer digitaler Musiksender, der 2004 auf Sendung ging und den Sender TV Viisi ersetzte. Seit dem 10. September 2008 ist TV Viisi wieder auf Sendung und teilt sich seitdem die Frequenz mit The Voice. Des Weiteren gibt es auch einen Hörfunksender mit demselben Namen. Zum 1. September 2012 wurde der TV-Sender The Voice durch den Sender Kutonen ersetzt.
Der Radiosender The Voice bleibt hingegen weiter bestehen und wurde im April 2015 von Discovery Communications an die Bauer Media Group verkauft. Am 14. Februar 2016 wurde der Radiosender The Voice in Finnland geschlossen und durch Kiss ersetzt. Die unabhängige Webseite Voice.fi bleibt weiterhin online und dient als Lifestyle- und Unterhaltungs-Portal.

### Norwegen
The Voice TV Norway ist ein norwegischer Fernsehsender, der hauptsächlich Musikvideos ausstrahlt. Außerdem gibt es einen Hörfunksender, der unter der Marke „The Voice“ läuft (The Voice Hiphop & RnB Norway). Seit dem 23. Januar 2012 ist The Voice TV Norway nur noch über Webcast zu empfangen, durch einen norwegischen IPTV-Dienst. Auf allen anderen Verbreitungswegen hat der neue Sender VOX den norwegischen Fernsehsender The Voice ersetzt.
Der Radiosender The Voice bleibt davon unberührt weiter bestehen und wurde im April 2015 von Discovery Communications an die Bauer Media Group verkauft. Im Oktober 2015 wurde der Radiosender The Voice in Norwegen geschlossen und durch Kiss ersetzt.

### Schweden
The Voice TV war ein im Dezember 2004 gegründeter schwedischsprachiger Musiksender, der aus Großbritannien sendete. Anfangs war der Sender nur über die Canal Digital Satelliten-Plattform empfangbar, später wurde die Erreichbarkeit aber auf Kabel-Plattformen ausgedehnt. Im Februar 2006 gab die schwedische Regierung bekannt, dass der Fernsehsender eine Sendelizenz für eine unverschlüsselte digital-terrestrische Ausstrahlung zwischen 6 Uhr und 18 Uhr erhält. Während der restlichen Zeit sendete auf der Frequenz der Sender ONE Television sein Programm. Ende Mai 2006 begann die digital terrestrische Ausstrahlung. Im Februar 2007 ersetzte der Sender Kanal 9 ONE Television, der allerdings wochentags zwischen 17.40 Uhr und 5.40 Uhr und am Wochenende zwischen 14.30 Uhr und 2.30 Uhr sendete, sodass sich auch die Sendezeit von The Voice verschob. Im März bekam The Voice eine neue, ab 1. April 2008 gültige, Sendelizenz. Die Lizenz sah vor, dass der Kanal täglich 24 Stunden senden durfte. Dies wäre mit einem neuen Transmitter möglich geworden, der eine H.264-Komprimierung verwenden würde. Anfang September 2008 wurde bekannt, dass The Voice am 30. September den Sendebetrieb einstellen wird. Dies beruhte hauptsächlich auf der Tatsache, dass der Kanal auf den neuen Transmitter umziehen sollte. Zu dieser Zeit war der Transmitter noch nicht verfügbar und nur wenige erhältliche Set-Top-Boxen waren in der Lage, den neuen Transmitter zu empfangen. Am 8. September 2008 beendete The Voice seine digital-terrestrische Verbreitung.
Unter dem Namen „The Voice Hiphop & RnB 105.9“ existiert ebenfalls ein Hörfunksender, der im April 2015 von Discovery Communications an die Bauer Media Group verkauft wurde. Am 29. April 2016 wurde der Radiosender The Voice durch Svensk Pop ersetzt, blieb aber als Online-Radiosender erhalten.